# Natalie Zemon Davis
Natalie Zemon Davis (Detroit (Michigan), 8 november 1928 – Toronto (Ontario), 21 oktober 2023) was een Canadees-Amerikaans historica gespecialiseerd in de culturele geschiedenis van het vroegmoderne Europa. Ze was verbonden als adjunct-professor voor geschiedenis en antropologie en professor voor middeleeuwse studies aan de Universiteit van Toronto.
Door haar unieke combinatie van nauwgezet archiefonderzoek, scherpe analyses en het innovatief gebruik van verbeelding stond Davis bekend een van de meest creatieve en invloedrijke historici ter wereld.

## Biografie
Natalie Zemon Davis groeide op in een joods gezin in Detroit. Ze verkreeg haar scholing aan het Kingswood College for Girls. Ze studeerde vervolgens achtereenvolgend aan het Smith College waar ze in 1949 afstudeerde om daarna haar master te behalen aan het Radcliffe College. In de jaren vijftig hadden zowel Davis als haar echtgenoot te maken met de rode schrik in de Verenigde Staten. Haar echtgenoot Chandler Davis werd kortstondig vastgezet en nadat Natalie Zemon Davis terugkeerde uit Frankrijk werd haar paspoort afgepakt. In 1959 behaalde Davis haar PhD aan de Universiteit van Michigan. Ze begon vervolgens met doceren aan de Brown-universiteit en daar op volgde posities aan de Universiteit van Toronto en de Universiteit van Californië - Berkeley. In 1971 gaf ze samen met Jill Kerr Conway als eerste een vak over vrouwen- en gendergeschiedenis. Hiermee was de universiteit van Toronto de eerste universiteit in Noord-Amerika die hierin een vak aanbod.
Ze kreeg in 1978 een aanstelling aan de Princeton-universiteit waar ze vanaf 1981 de Henry Charles Lea Professor of History werd. In 1983 kwam haar boek The Return of Martin Guerre uit en het boek vloeide voort uit de gelijknamige film uit 1981 waar Davis als consultant bij betrokken was. Het boek werd goed ontvangen in de media en de Franse historicus Emmanuel Le Roy Ladurie noemde het een "belangrijk historisch reconstructiewerk". Davis was in 1987 de voorzitter van de American Historical Association. In 1996 ging ze met pensioen. In 2010 verkreeg ze voor haar werk de Holbergprijs.
Davis overleed in oktober 2023 op 94-jarige leeftijd. Ze overleed aan de gevolgen van kanker.

## Geselecteerde bibliografie
- Society and Culture in Early Modern France: Eight Essays, Stanford, California: Stanford University Press, 1975.
- "Women's History" in Transition: the European Case" pages 83–103 from Volume 3, Issue 3, Feminist Studies, 1975.
- "Gender and Genre: Women as Historical Writers, 1400–1820", University of Ottawa Quarterly, Volume 50, Issue #1, 123-144, 1980.
- "Anthropology and History in the 1980s: the Possibilities of the Past", in: Journal of Interdisciplinary History, Volume 12, Issue #2, 267–275, 1981.
- "The Sacred and the Body Social in Sixteenth-century Lyon", in: Past and Present, Volume 90, 40–70, 1981.
- "Women in the Crafts in Sixteenth-century Lyon", Volume 8, Issue 1, from Feminist Studies, 47–80, 1982.
- "Beyond the Market: Books as Gifts in Sixteenth-century France" in: Transactions of the Royal Historical Society Volume 33, 69–88, 1983.
- The Return of Martin Guerre, Cambridge, MA: Harvard University Press, 1983. (Ned. vert. De terugkeer van Martin Guerre: historische reconstructie van een legende, 1548-1560. Amsterdam/Brussel: Elsevier,1985).
- Frauen und Gesellschaft am Beginn der Neuzeit, Berlin: Wagenbach, 1986.
- Fiction in the Archives: Pardon Tales and their Tellers in Sixteenth Century France, Stanford, California: Stanford University Press, 1987.
- "Fame and Secrecy: Leon Modena's Life as an Early Modern Autobiography" in: History and Theory, Volume 27, Issue #4, 103–118, 1988.
- "On the Lame" in: American Historical Review, Volume 93, Issue #3, 572–603, 1988.
- "Women and the World of Annales" in: History Workshop Journal, volume 13, 121–137, 1992.
- Renaissance and Enlightenment Paradoxes, redactie met Arlette Farge, Cambridge, MA: Belknap Press, 1993. Volume III of A History of Women in the West.
- Women on the Margins: Three Seventeenth-century Lives, Cambridge, MA: Harvard University Press, 1995.
- A Life of Learning: Charles Homer Haskins Lecture for 1997, New York: American Council of Learned Societies, 1997.
- "Religion and Capitalism Once Again?  Jewish Merchant Culture in the Seventeenth Century" from Representations No. 59 (zomer, 1997).
- Remaking Imposters: From Martin Guerre to Sommersby, Egham, Surrey, UK: Royal Holloway Publications Unit, 1997.
- "Beyond Evolution: Comparative History and its Goals" in: Swiat Historii edited by W. Wrzoska, Poznan: Instytut Historii, 149–158, 1998.
- The Gift in Sixteenth-Century France, University of Wisconsin Press  2000
- Slaves on Screen: Film and Historical Vision, Cambridge, MA: Harvard University Press, 2002
- Trickster Travels New York: Hill & Wang, 2006.